# Сообщество стран Латинской Америки и Карибского бассейна

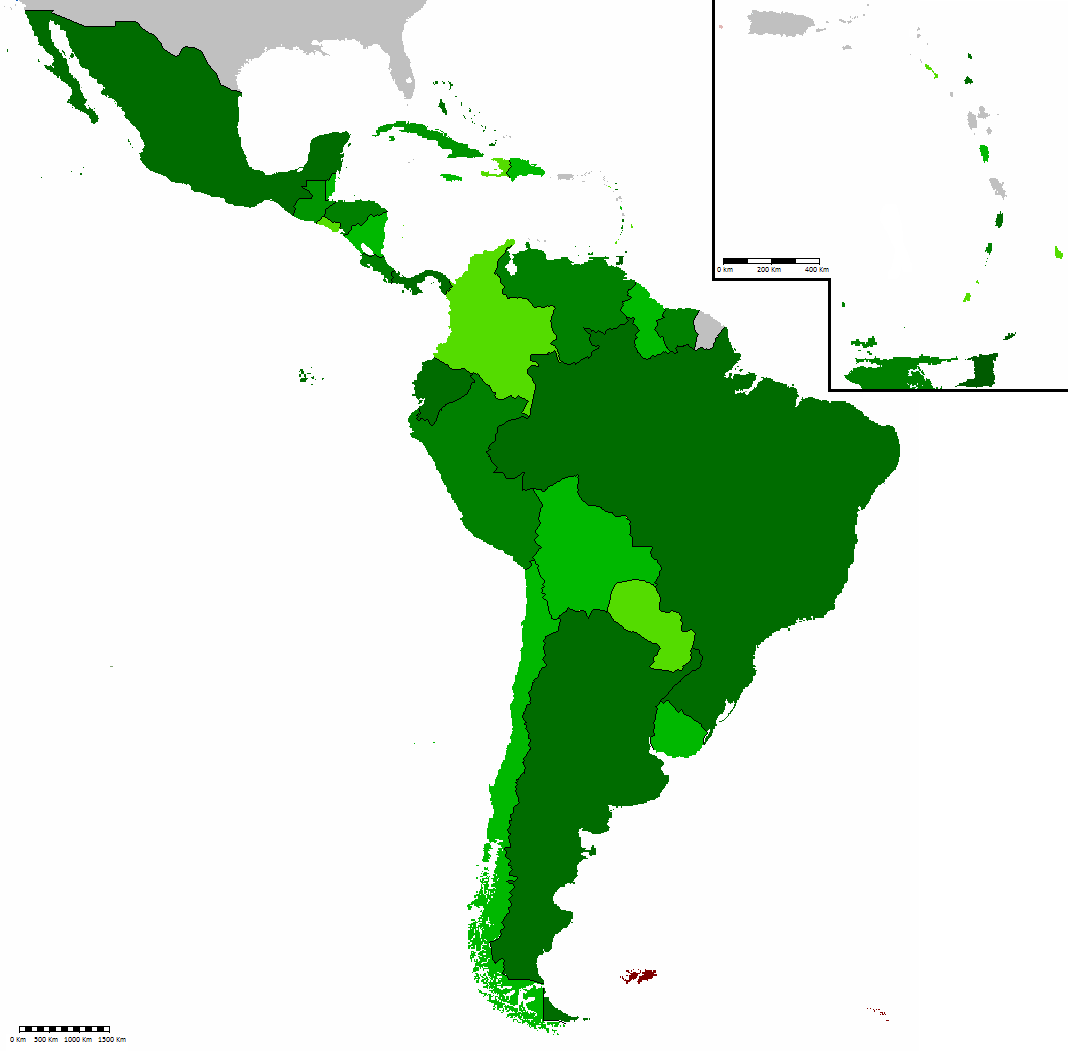
Государства Сообщества стран Латинской Америки и Карибского бассейна

Соо́бщество стра́н Лати́нской Аме́рики и Кари́бского бассе́йна (исп. Comunidad de Estados Latinoamericanos y Caribeños, CELAC, порт. Comunidade de Estados Latino-Americanos e Caribenhos, фр. Communauté des États Latino-Américains et Caribéens, нидерл. Gemeenschap van de Latijns-Amerikaanse en Caribische landen) — предварительное название регионального блока государств Латинской Америки и Карибского бассейна, основанного 23 февраля 2010 года во время совместного саммита Группы Рио и Карибского сообщества в Плая-дель-Кармен. Сообщество было создано с целью более глубокой интеграции стран Латинской Америки и уменьшения влияния Соединенных Штатов на политику и экономику региона. Официальное название, а также задачи организации должны быть определены на саммитах, планируемых к проведению в 2011-м в Венесуэле и в 2012-м — в Чили.  При этом запланированный на 5 июля саммит в Каракасе был перенесен на 9 декабря 2011-го из-за состояния здоровья Уго Чавеса. В июне 2023 года СЕЛАК признала латиноамериканский и карибский характер острова Пуэрто-Рико и «призывает Генеральную Ассамблею ООН рассмотреть вопрос о Пуэрто-Рико в целом и во всех его аспектах насколько это возможно»..

## Перспективы
Согласно мнению исследователей Иньиго Эррехона и Альредо Серрано, Сообщество стран Латинской Америки и Карибского бассейна претендует на роль лидера Латинской Америки, которую до настоящего момента играла Организация американских государств с главным офисом в Вашингтоне.

## Состав
В состав Сообщества входят все независимые государства Северной, Центральной и Южной Америк, исключая США и Канаду.
Территория 33 государств—членов СЕЛАК превышает 20 млн кв. км, численность населения — более 590 млн человек.